# Franjo Herljević
Franjo Herljević (Tuzla, 21. lipnja 1915. – Beograd, 4. svibnja 1998.) je bio narodni heroj Jugoslavije. Po zanimanju radnik. Nakon rata je ostvario vojničku i političku karijeru.

## Životopis
Rođen je u Tuzli 21. lipnja 1915. godine. Od 1940. član KPJ. Proglašen je narodnim herojem 20. prosinca 1951. godine.
Cijela obitelj Franje Herljevića sudjelovala je u Drugom svjetskom ratu, u kojem je Franjo izgubio četvoricu braće, od kojih je Albin proglašen za narodnog heroja. Oca su mu pretukli ustaše, nakon čega je, od zadobivenih ozljeda, umro 1941. godine. Njegova majka i sestra odvedene su u jasenovački logor i gdje su strijeljane. Dvojica Franjine braće preživjela su rat i nositelji su Partizanske spomenice 1941. Supruga Desa (1920.—2000.) također je bila sudionica Narodnooslobodilačkog rata i nositeljica Partizanske spomenice 1941.
Poslije rata obnašao je mnoge odgovorne dužnosti u JNA i u društveno-političkom životu SR Bosne i Hercegovine i SFR Jugoslavije. Godine 1948. završio je Vojnu akademiju „Mihail Vasiljevič Frunze“ u Sovjetskom Savezu.
Bio je zapovjednik gardijske divizije, zapovjednik vojnog područja, načelnik Više vojne akademije i zapovjednik teritorijalne odbrane SR Bosne i Hercegovine. Nosio je čin general-pukovnika JNA.
Više puta je biran za zastupnika u Saveznoj skupštini Jugoslavije. Dužnost saveznog sekretara za unutarnje poslove obnašao je od 17. svibnja 1974. do 16. svibnja 1982. godine. Bio je član Centralnog komiteta SK Bosne i Hercegovine. Na Desetom, Jedanaestom i Dvanaestom kongresu biran je za člana Centralnog komiteta SKJ.
Umro je 4. svibnja 1998. godine u Beogradu te je pokopan u Aleji narodnih heroja na Novom groblju.

## Odlikovanja
Nosilac je Partizanske spomenice 1941., Ordena junaka socijalističkog rada i drugih jugoslavenskih odlikovanja. Ordenom narodnog heroja odlikovan je 20. decembra 1951. godine.